# Geniohyus
Il genioio (gen. Geniohyus) è un mammifero estinto, appartenente agli iracoidi. Visse nell'Oligocene inferiore (circa 33 - 28 milioni di anni fa) e i suoi resti fossili sono stati ritrovati in Africa.

## Descrizione
Questo animale, benché strettamente imparentato con le attuali procavie, non era molto simile alle forme attuali. Il cranio di Geniohyus era infatti molto allungato nella parte anteriore, ed era dotato di un lungo muso stretto e di una regione postorbitale insolitamente corta. Le ossa frontali e lacrimali si estendevano in avanti, in misura molto maggiore rispetto agli iraci attuali. Le ossa nasali non erano tronche, ma terminavano in una struttura a punta; era presente una forte cresta sagittale, e il palato era eccezionalmente stretto. La mandibola portava, nella sua superficie interna, una finestra subtriangolare al livello degli ultimi due molari. I molari e i premolari erano dotati di corona bassa, e il quarto premolare inferiore era dotato di un entoconide. I molari superiori erano dotati di un mesostilo spesso e il terzo molare superiore era di forma triangolare.

## Classificazione
Geniohyus venne descritto per la prima volta da C. W. Andrews nel 1904, sulla base di resti fossili rinvenuti in terreni dell'Oligocene inferiore nella zona del Fayum, in Egitto. La specie tipo è Geniohyus mirus, rinvenuta nella formazione di Jebel Qatrani, nella zona di Birket-el-Qarun; successivamente è stata ritrovata un'altra specie, sempre proveniente dal Fayum, G. diphycus, descritta da Matsumoto nel 1926. La specie G. magnus, descritta da Andrews nel 1904, è stata a volte attribuita al genere Saghatherium.
Geniohyus è stato attribuito inizialmente ai suidi da Andrews, a causa della somiglianza riguardante i molari, e solo successivamente Schlosser riconobbe la vicinanza di questo genere agli iracoidi. Attualmente Geniohyus è considerato un iracoide arcaico ma piuttosto specializzato; in particolare è considerato un rappresentante dei plioiracidi (Pliohyracidae), un gruppo di iracoidi estinti con forme anche di grandi dimensioni; la sottofamiglia a cui appartiene Geniohyus (Geniohyinae) è sopravvissuta fino al Miocene con il genere Brachyhyrax, ed è a volte considerata una famiglia a sé stante (Geniohyidae).